# Acanthoscurria theraphosoides
Acanthoscurria theraphosoides là một loài nhện trong họ Theraphosidae.
Loài này thuộc chi Acanthoscurria. Acanthoscurria theraphosoides được Carl Ludwig Doleschall miêu tả năm 1871.